# Walterinnesia
Walterinnesia is een geslacht van slangen uit de familie koraalslangachtigen (Elapidae) en de onderfamilie Elapinae.

## Naam en indeling
Er zijn twee soorten, de wetenschappelijke naam van de groep werd voor het eerst voorgesteld door Fernand Lataste in 1887. De naam is een eerbetoon aan Walter Innes, conservator van een museum in Caïro, die een exemplaar aan Lataste had bezorgd.

## Verspreidingsgebied
De slangen komen voor in delen van het Midden-Oosten en noordoostelijk Afrika, ze leven in de landen Israël, Saoedi-Arabië, Jordanië, Egypte, Irak, Syrië, Iran, Turkije en Koeweit en mogelijk in Libanon.

## Beschermingsstatus
Door de internationale natuurbeschermingsorganisatie IUCN is aan een soort een beschermingsstatus toegewezen. Walterinnesia aegyptia wordt beschouwd als 'veilig' (Least Concern of LC).

## Soorten
Het geslacht omvat de volgende soorten, met de auteur en het verspreidingsgebied.
| Naam                   | Auteur         | Verspreidingsgebied                                                |
| ---------------------- | -------------- | ------------------------------------------------------------------ |
| Walterinnesia aegyptia | Lataste, 1887  | Israël, Saoedi-Arabië, Jordanië, Egypte, Irak, mogelijk in Libanon |
| Walterinnesia morgani  | Mocquard, 1905 | Syrië, Iran, Irak, Saoedi-Arabië, Turkije, Koeweit                 |